# Шабанский, Велиор Петрович
Велиор Петрович Шабанский (1928—1985 гг.) — советский физик в области солнечной-земной физики. Доктор физико-математических наук, старший научный сотрудник. Опубликовал свыше 100 научных трудов, лауреат Ломоносовской премии, руководитель лаборатории в НИИ ядерной физики МГУ.

## Биография
Окончил физический факультет МГУ в 1951 годы.
Кандидат физико-математических наук (1954).
С 1960 г работал в МГУ. Доктор физико-математических наук (1966).
С 1969 г до смерти заведовал сектором космической электродинамики Научно-исследовательского института ядерной физики.
В 1974 получил премию им. М. В. Ломоносова I степени за исследование «Физические явления в околоземном пространстве, связанные с процессами в ионосфере».
Был музыкантом; поле смерти вышла пластинка романсов в его исполнении.

## Монографии
Опубликовал свыше ста научных трудов.
Основные труды: «Явления в околоземном пространстве» (1972).